# Lichtervelde
Lichtervelde és un municipi belga de la província de Flandes Occidental a la regió de Flandes.

## Localització

Mapa de Lichtervelde

- a. Torhout
- b. Ruddervoorde (Oostkamp)
- c. Zwevezele (Wingene)
- d. Koolskamp (Ardooie)
- e. Beveren (Roeselare)
- f. Gits (Hooglede)

## Llista de burgmestres
- 1830-1842: Louis Vanhoorne
- 1843-1872: Michiel Surmont
- 1872-1878: Pieter Decuypere
- 1879-1884: Xavier Kerkhofs
- 1885-1894: Pieter Decuypere
- 1895-1901: Pieter Tempelaere
- 1901-1906: Ferdinand Vermeersch-Vancanneyt
- 1906-1925: Emiel Vermeersch-Dochy
- 1927-1932: Gustaaf Colpaert
- 1933-1937: Emiel Vermeersch-Dochy
- 1939-1942: Eugène Callewaert
- 1947-1967: Maria Callewaert-Casselman
- 1967-1976: Georges Decuypere
- 1977-1982: Rogier Muys
- 1983-2000: Gabriël Kindt
- 2000- : Ria Beeusaert-Pattyn